# Inocybe alpigenes
Inocybe alpigenes är en svampart som tillhör divisionen basidiesvampar, och som först beskrevs av Egon Horak, och fick sitt nu gällande namn av Marcel Bon. Inocybe alpigenes ingår i släktet Inocybe, och familjen Crepidotaceae. Arten är reproducerande i Sverige.